# Morpho macrophthalmus
Morpho macrophthalmus är en fjärilsart som beskrevs av Hans Fruhstorfer 1913. Morpho macrophthalmus ingår i släktet Morpho och familjen praktfjärilar. Inga underarter finns listade i Catalogue of Life.